# جسر أمباسادور
جسر أمباسادور يُطلق عليه رسميًا جسر أمباسادور الدولي (بالإنجليزيّة: Ambassador Bridge؛ بالفرنسيّة: Pont Ambassadeur) هو جسر مُعلَّق مُخصَّص للمركبات، يقطع نهر ديترويت حيث يربط بين ديترويت، ميشيغان في الولايات المتحدة ووندسور، أونتاريو في كندا. يُعتبر هذا الجسر المعبر الحدودي الأكثر ازدحامًا في أمريكا الشماليّة بالنسبة للحجم التجاري، حيث إن أكثر من 25% من مجمل تجارة البضائع بين الولايات المتحدة وكندا تعبر منه. كما يحمل الجسر من 60 إلى 70 بالمئة من حركة الشاحنات التجاريّة في المنطقة.
يملك الجسر رجل الأعمال الأمريكي مانويل مورون منذ 1979 من خلال شركة جسر ديترويت الدوليّة في الولايات المتحدة وشركة النقل الكنديّة في كندا، حيث قام أصحاب الجسر السابقون بطرح أسهمه في بورصة نيويورك، مما أدّى إلى حصول مورون على الجسر والسوق الحرّة التابعة له.

## التصميم
لقد قام مكتب ماك لينتك مارشال الهندسي بتصميم الجسر في نهاية العشرينيات من القرن العشرين، وقد تم البدء بأعمال الإنشاء عام 1927 لتستمر لسنتين. لقد ظل الجسر يحتلّ المرتبة الأولى كأطول جسر مُعلق في العالم حتى بناء جسر جورج واشنطن عام 1931. يبلغ طول الجسر الإجمالي 2,286 مترًا، فيما يبلغ طول البحر 564 مترًا، حيث يحمل طريق مزدوج بأربعة مسارب. تم افتتاح الجسر في 15 تشرين الثاني/ نوفمبر 1929.

## صور

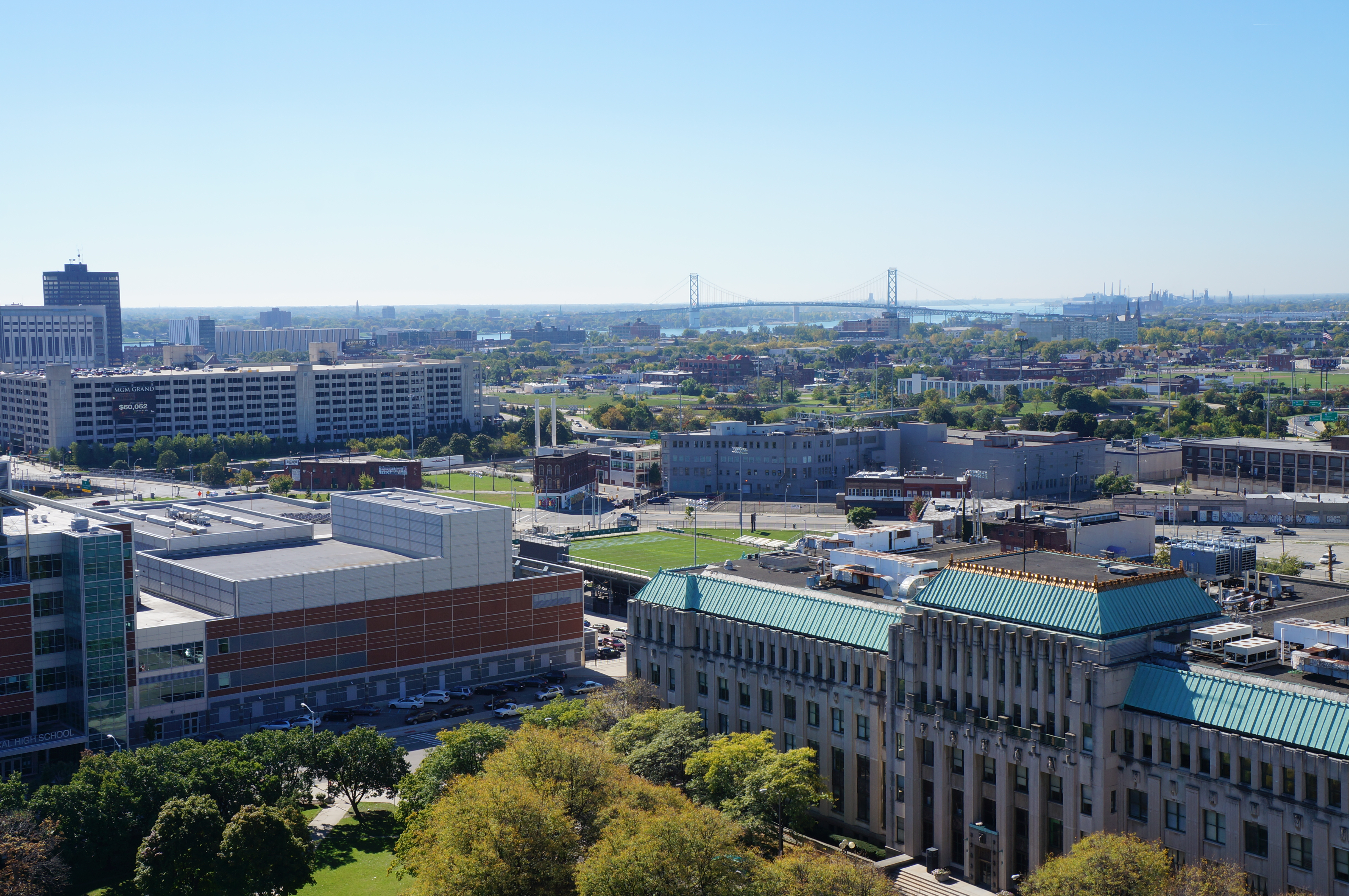
الجسر من جهة ديتروت
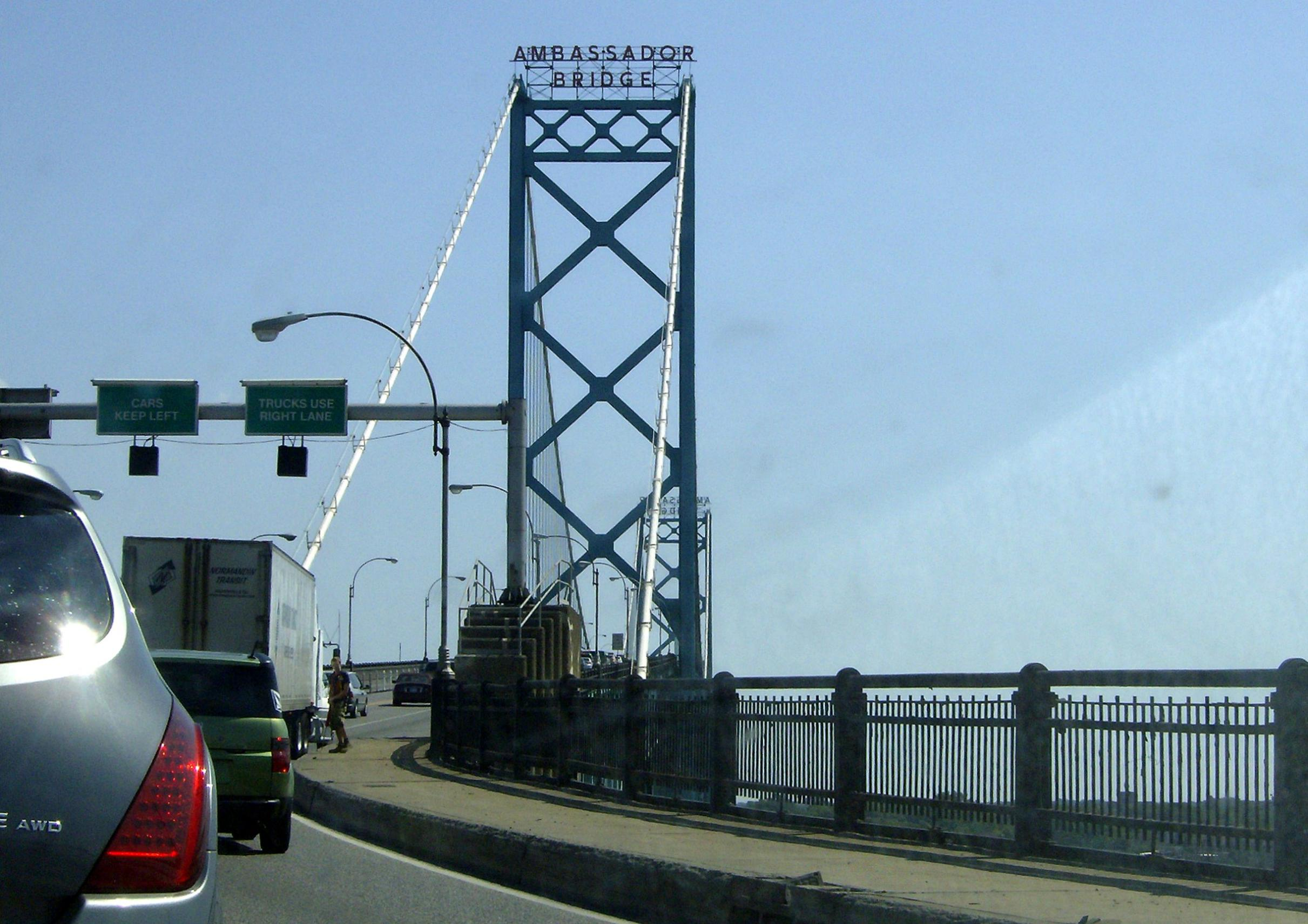
عبور الجسر باتجاه كندا
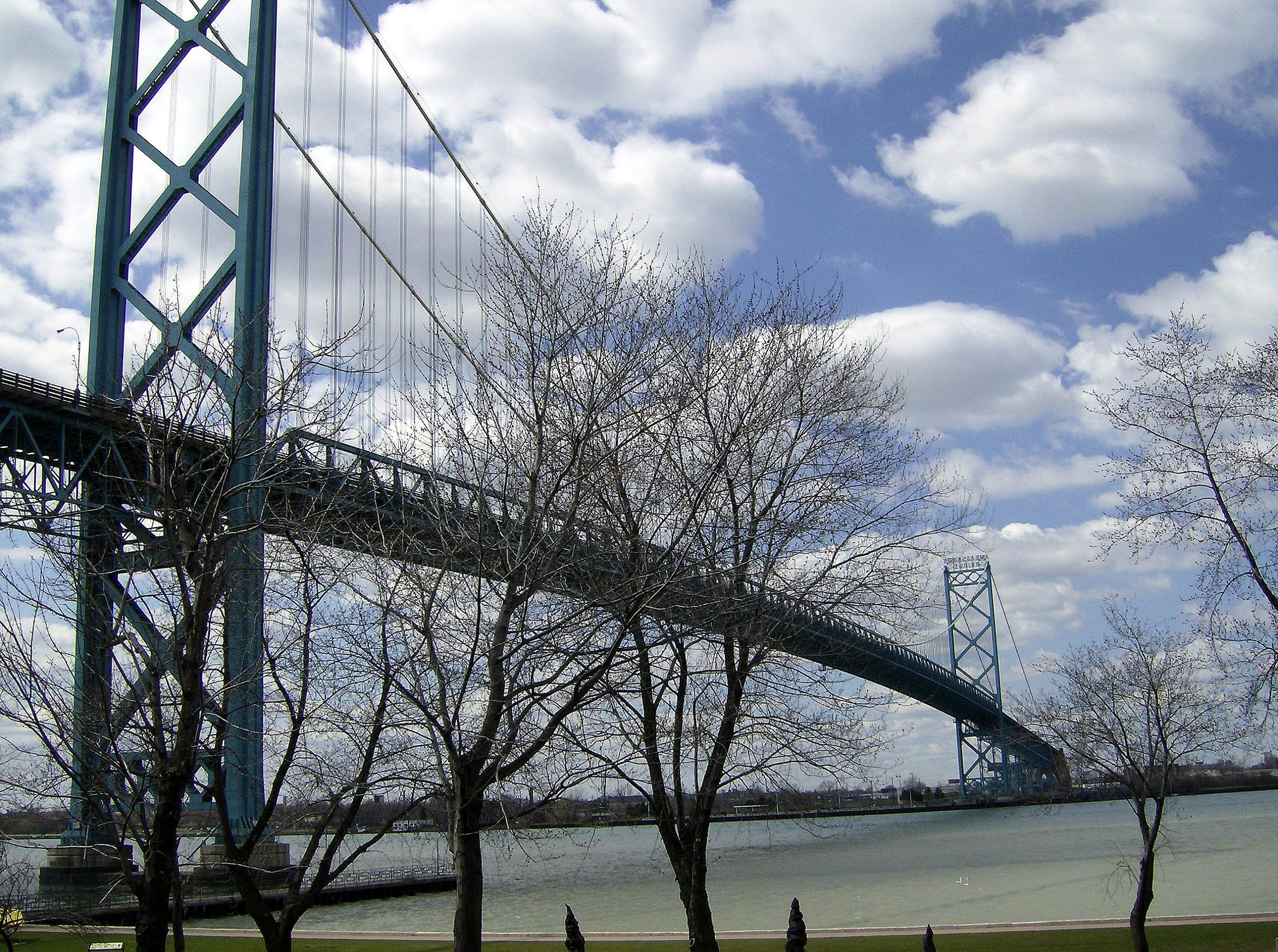
الجسر، يُعتبر الشريان التجاري الرئيسي للمدينتين